# Skeestenen
Skeestenen (Bo Boije4) är en vikingatida (700-800-tal) runsten av biotitglimmerskiffer som har hittats på Skee kyrkogård i Skee socken och Strömstads kommun och nu förvaras i Statens historiska museum.
Texten är mycket svårtydd. Runföljden kilfihR bör dock avse ett namn, men då parallell saknas placeras det under otolkade belägg i Nordiskt runnamnslexikon. Ett andra namn, 'Folki' (motsvarar fornsvenska Folke) finns också på Torsätrastenen i Uppland (U 614).

## Inskriften
Translitterering av runraden:

§PA fulk- 
§PB (i)su(k) 
§PC (k)(i)(l)fihR 
§PD ftinun iþ(n)(i)n(u)fo(i) 
§QA fulk¶¶i 
§QB Auk 
§QC kilfihR 
§QD iþ f tinuh ¶ tinu foi(þ)(u) 
§RA fulk 
§RB isuk 
§RC kilfiAR 
§RD iþ ftinuA tinufoi(þ)(u)
Normalisering till fornvästnordiska:

§PA ... 
§PB ... 
§PC ... 
§PD ... ... 
§QA Folki 
§QB ok 
§QC Kilfir(?) 
§QD it f[áðu] tinnu, tinnu fáðu.? 
§RA ... 
§RB ... 
§RC ... 
§RD ... ... ...